# Peter Seisenbacher
Peter Seisenbacher   (Viena, 25 de març de 1960) és un judoka austríac, ja retirat, guanyador de dues medalles olímpiques d'or.

## Carrera esportiva
Va participar, als 20 anys, en els Jocs Olímpics d'Estiu de 1980 realitzats a Moscou (Unió Soviètica), on va finalitzar dinovè en la prova masculina de pes mitjà (78–86 kg). En els Jocs Olímpics d'Estiu de 1984 realitzats a Los Angeles (Estats Units) aconseguí guanyar la medalla d'or en la mateixa prova, un metall que aconseguí revalidar en els Jocs Olímpics d'Estiu de 1988 celebrats a Seül (Corea del Sud).
Al llarg de la seva carrera ha aconseguit una medalla d'or en el Campionat del Món de judo i vuit medalles en el Campionat d'Europa, una d'elles d'or.
El 2013 fou inclòs a l'International Judo Federation Hall of Fame.

## Vida personal
Després d'anys de rumors, el juny de 2014 diverses dones van presentar denúncies penals contra Seisenbacher per presumptes conductes sexuals en contra d'elles quan eren menors d'edat. El 5 d'octubre de 2016 va ser acusat formalment per l'Oficina del Fiscal de Viena per violació de dues noies que en els moments dels fets tenien menys de 14 anys i per intent d'agressió sexual a una noia de 16 anys. La primera acusació afectava una noia que tenia 11 anys quan l'any 1999, suposadament, va ser agredida sexualment en múltiples ocasions per Seisenbacher; la segona acusació era d'una noia que el 2004 tenia 13 anys. L'intent d'agressió sexual de la jove de 16 anys suposadament es va produir durant un camp d'entrenament a Croàcia el 2001.
L'acusació formal es va produir després d'una llarga investigació judicial després de denúncies policials anteriors presentades el 2013 per diversos antics alumnes, tal com van informar nombrosos diaris el juny de 2014.
El desembre de 2016 Seisenbacher no es va presentar al judici i va fugir del país, per la qual cosa es decretà una ordre de cerca i captura a nivell mundial. Mentre la Interpol el buscava per Europa, Kazakhstan, Estats Units i Dubai, Seisenbacher va romandre fugit durant 200 dies. Considerat perillós, finalment va ser arrestat per un equip SWAT el 2 d'agost de 2017 a Kíev, Ucraïna i lliurat a Àustria el 12 de setembre de 2019.  El judici va començar el 25 de setembre. novembre a Viena i el 2 de desembre va ser declarat culpable i condemnat a 5 anys de presó. El 4 de novembre de 2022 va sortir de la presó.